# ولفگانگ اشتاوته
ولفگانگ اشتاوته (آلمانی: Wolfgang Staudte، ۹ اکتبر ۱۹۰۶ – ۱۹ ژانویهٔ ۱۹۸۴) کارگردان فیلم، صداپیشه، فیلم‌نامه‌نویس و بازیگر اهل آلمان بود.
از فیلم‌ها یا برنامه‌های تلویزیونی که وی در آن نقش داشته‌است، می‌توان به فرشته آبی، در جبهه غرب خبری نیست و زوس یهودی اشاره کرد.